# Channing E. Phillips
Channing Emery Philips, né le 23 mars 1928 à Brooklyn dans l'État de New York et mort le 11 novembre 1987 à New York, est un pasteur américain, militant du mouvement des droits civiques et un acteur de l'action sociale. Il est le premier Afro-Américain à participer aux élections primaires d'un grand parti, lors de l'élection présidentielle de 1968.

## Biographie

### Jeunesse et formation
Channing E. Philips est issue d'une famille de la bourgeoisie afro-américaine, il est l'un des six enfants du Révérend Porter W. Phillips Sr. et de Dorothy Fletcher Phillips,, une enseignante,  organiste et chef de chœur. Après ses études secondaires, il entre dans une des universités historiquement noires, l'université Union de Virginie sans finaliser une formation particulière. Il s'engage dans l'United States Air Force de 1945 à 1947, il sort avec le grade de sergent. Il obtient une bourse d'études qui lui permet de reprendre ses études universitaires. Il suit des cours de peinture et de sculpture au Musée Carnegie d'histoire naturelle et au Carnegie Institute of Technology de Pittsburgh en Pennsylvanie, puis il se rend à l'université de l'Utah de Salt Lake City où il obtient son diplôme d'ingénieur. Il continue ses études auprès de l'université Union de Virginie où il obtient en 1950 son baccalauréat universitaire (licence), de là il suit des études à l'institut de théologie baptiste, la Colgate Rochester Crozer Divinity School de Rochester dans l'État de New York, où il obtient son Bachelor of Divinity (licence de théologie) en 1953. Enfin il obtient une bourse pour suivre des études d'exégèse biblique à l'université Drew (en) de Madison dans le New Jersey, où il suit un parcours doctoral en 1957,. 

### Carrière

#### Carrière d'universitaire et de pasteur
Après ses études suivie à l'université Drew, il commence une carrière universitaire. Il devient lecteur en théologie néo-testamentaire à l'université Howard de Washington (district de Columbia) de 1956 à 1958, assistant de grec ancien au Virginia Theological Seminary (en) d'Alexandria en Virginie en 1958, lecteur en théologie néo-testamentaire à l'American University de Washington (district de Columbia),.
À partir de 1958, il obtient différentes nominations de pasteur, pour enfin devenir pasteur titulaire de la Lincoln Temple United Church of Christ (en) de Washington en 1961, il occupera sa charge pastorale jusqu’en 1970.

#### Carrière sociale et politique
En 1964, il devient membre de la National Association for the Advancement of Colored People (NAACP) s'engageant ainsi dans le mouvement des droits civiques. Il participe à la Marche de Selma à Montgomery aux côtés de Martin Luther King, proteste contre la guerre du Viêt-Nam et devient un membre actif du Parti démocrate. 
Sous l'inspiration de Martin Luther King, il est l'un des membres fondateurs de la Coalition of Conscience,, située à Washington, une association de coordination de diverses organisations locales réparties sur le territoire des États-Unis travaillant à faire des propositions de réformes constructives des politiques publiques .
Son engagement au sein du Parti démocrate le fait remarquer par Robert F. Kennedy qui lui confie la direction de sa campagne présidentielle de 1968 pour le District de Columbia,. Robert Kennedy est assassiné le 6 juin 1968 à Los Angeles alors qu'il vient de remporter la primaire de Californie, les Démocrates endeuillés se réunissent à Chicago pour tenir une nouvelle convention nationale démocrate afin de choisir un autre candidat.  Eugene McCarthy, Hubert Humphrey et George McGovern posent leur candidature, mais l'aile gauche du parti hésite à rallier l'un des candidats, c'est alors que Philip M. Stern tient un discours où il propose la candidature de Channing E. Phillips en arguant que ce serait le candidat qu'aurait voulu Robert Kennedy, qu'il représente les espoirs de l'aile gauche du parti, que sa légitimité repose sur le fait qu'il est un Afro-Américain qui connaît les ghettos, que son expérience permettrait plus que d'autres de résoudre les problèmes sociaux des ouvriers et des minorités, les crises urbaines tout comme le parti a su briser un premier tabou en proposant à la présidentielle un catholique John Fitzgerald Kennedy, il saura briser un autre tabou en choisissant un Afro-Américain,,. Channing E. Phillips fait campagne mais ne remporte que soixante-sept voix et demie, et doit se retirer au profit d'Hubert Humphrey comme candidat à la présidence, avec le sénateur du Maine Edmund Muskie comme candidat à la vice-présidence,. 
En 1971, il se présente aux élections de délégué (non votant) de Washington à la Chambre des représentants, il arrive en troisième position avec 13 667 voix, derrière le vainqueur Walter Fauntroy, qui bénéficie du soutien de Coretta King (23 577 voix) et Joseph P. Yeldell (18 484 voix). 
En 1972, il démissionne de ses responsabilités du Parti démocrate, En 1974, il est nommé vice-président de l'université Union de Virginie, son mandat n'étant pas concluant, il démissionne pour retourner à Washington pour de devenir le directeur des relations entre le Congrès et le National Endowment for the Arts. En 1982, il reprend des fonctions de pasteur auprès de la Riverside Church de New York, qu'il exerce jusqu'à sa mort. 

### Vie personnelle
En 1956, il épouse Jane Celeste Nabors, le couple donne naissance à cinq enfants : Channing Jr., Sheila, Tracy, Jill et John.
Channing Philips meurt à l'âge de 59 ans des suites d'un cancer le 11 novembre 1987 à l'hôpital presbytérien de New York.